# The Two Doctors
A The Two Doctors a Doctor Who sorozat 140. része, amit 1985. február 16.–a és március 2.-a között adtak három epizódban.
Ebben a részben szerepelt utoljára személyesen Patrcik Throughton mint a második Doktor, és társa Jamie McCrimmon, akinek szerepét Frazer Hines játszott el.
Továbbá ez a sorozat egyik legerőszakosabbik része.

## Történet
Az Idő Lordok a második Doktort a Chimera űrállomásra küldik, hogy a Doktor beszélje le a tudományos parancsnokot, Daktarit az Idő Törvényeit veszélyeztető kísérleteinek folytatásáról. Közben azonban egy szontár űrhajó megtámadja az állomást. A szontárok elfogják a Doktort és az életét veszélyeztető kísérleteket végeznek rajta... A hatodik Doktor és Peri horgászással töltik az időt. A Doktor hirtelen rosszul lesz, elgyengül, s látomása lesz, a korábbi, második önmagától. Miután a Tardis-ban erőre-kap, és gyorsan régi barátjához Daktarihoz megy, hogy erejét vegye a súlyosabb következményeknek.

## Epizódlista
| #       | Bemutató napja    | Hossza | Nézők száma (millió) |
| ------- | ----------------- | ------ | -------------------- |
| 1. rész | 1985. február 16. | 44:22  | 6,6                  |
| 2. rész | 1985. február 23. | 44:49  | 6                    |
| 3. rész | 1985. március 2.  | 44:45  | 6,9                  |

## Könyvkiadás
A könyvváltozatát 1985. december 5.-n adta ki a Target könyvkiadó. Írta Robert Holmes.

## Otthoni kiadás
- VHS-n 1993 novemberében adták ki.
- DVD-n 2003 szeptemberében adták ki részeként a sorozat 40. évfordulójának részeként.
  - Később kiadták a Bred for War című dobozban.

## Fordítás
- Ez a szócikk részben vagy egészben  a   The_Two_Doctors című angol Wikipédia-szócikk fordításán alapul.  Az eredeti cikk szerkesztőit annak laptörténete sorolja fel. Ez a jelzés csupán a megfogalmazás eredetét és a szerzői jogokat jelzi, nem szolgál a cikkben szereplő információk forrásmegjelöléseként.